# Krosino (Świdwin)
Krosino (deutsch Grössin) ist ein Dorf der Woiwodschaft Westpommern in Polen und gehört zur Landgemeinde (gmina wiejska) Świdwin (Schivelbein) im Powiat Świdwiński.

## Geographische Lage
Krosino liegt an der Wojewodschaftsstraße Nr. 162 Kołobrzeg (Kolberg) – Drawsko Pomorskie (Dramsburg) vier Kilometer nördlich von Świdwin. Bahnstation an der Bahnstrecke Stargard Szczeciński–Gdańsk ist Świdwin, von wo aus auch eine Bahnstrecke nach Połczyn Zdrój (Bad Polzin) führt.

## Geschichte
Bereits 1337 findet Grössin im neumärkischen Landbuch Erwähnung. 1471 erhielt dann Peter von Scharn Grössin von Albrecht III. Achilles, dem Kurfürsten von Brandenburg, als Rittergut übereignet. 1621 erwarb es der pommersche Landrat Lorenz von Wachholz. Es folgten zahlreiche wechselnde Eigentümer, bis 1928 Margarethe Seidel Besitzerin des Gutes wurde, das immerhin eine Größe von 501 Hektar aufwies.
Im Jahre 1925 lebten in Grössin mit den dazugehörenden Ortschaften Ankerholz (polnisch: Przymiarki) und Beustrin (Bystrzyna) 464 Einwohner in 73 Wohnhäusern.
Bis 1932 gehörte das Dorf zum Landkreis Schivelbein, bis dieser in den Landkreis Belgard (Persante) integriert wurde. Grössin war Teil des Amts- und Standesamtsbezirks Nelep (Nielep) im Amtsgerichtsbereich Schivelbein. 1939 zählte die Gemeinde – bei einer Gesamtfläche von 1917,7 Hektar – 407 Einwohner in 97 Haushaltungen. Haupterwerbszweig war die Landwirtschaft.
Letzter Gemeindebürgermeister vor 1945 war Paul Schwandt. Die polizeilichen Belange regelten die Landgendarmeriebeamten Erdmann und Brüske.
Mit der Einnahme der sowjetischen Truppen am 3. März 1945 begann eine leidvolle Zeit für die Einwohner, gerade auch weil eine Flucht scheiterte, da der Treck von der Front überrollt wurde. Die Vertreibung erfolgte in den Jahren 1945 und 1946. Grössin wurde polnisch und ist heute als Krosino Teil der Landgemeinde Świdwin im Powiat Świdwiński.

## Kirchspiel Grössin

### Kirchengemeinden
Bis 1945 bildeten die Kirchengemeinden Falkenberg, Pribslaff und Grössin das Kirchspiel Grössin. Eingepfarrt waren die Orte Ankerholz, Balsdrey, Beustrin und Technow. Das Kirchspiel gehörte zum Kirchenkreis Schivelbein in der Kirchenprovinz Pommern der evangelischen Kirche der Altpreußischen Union.
Im Jahre 1940 zählte das Kirchspiel Grössin 1293 Gemeindeglieder, von den 613 zur Kirchengemeinde Grössin gehörten. Das Kirchenpatronat oblag zuletzt der Gutsbesitzerin Margarethe Seidel. 
Zwischen dem 3. März 1945 und dem 10. April 1946 hatte das Kirchspiel Grössin den Tod von 92 Gemeindegliedern zu beklagen.
Heute gehört Krosino zum Kirchspiel Koszalin (Köslin) in der Diözese Pommern-Großpolen der polnischen Evangelisch-Augsburgischen Kirche.

### Pfarrkirche
Im Jahre 1873 wurde die alte Pfarrkirche – ein Fachwerkbau von 1857 – abgerissen und an ihrer Stelle ein Neubau aus Granitfindlingen und Ziegeln errichtet. Beim Turmbau fanden ebenfalls Ziegel Verwendung. Ihn bedeckt ein Zeltdach. 1875 fand die Einweihung der neuen Kirche statt.

### Pfarrer 1545 bis 1945
1. Georg Fuchs
2. Michael Sibellius
3. Johann Geratius
4. Tobias Müller
5. Johann Christian Hammermeister, 1733
6. Gottfried Immanuel Richter, 1754–1795
7. Johann Friedrich Gottlieb Burchardi, 1796–1804
8. Johann Jakob Hasenjäger, 1804–1835
9. August Hafemann, 1836–1869
10. Karl August Wilhelm Gottfried Theodor Zechlin, 1869–1892
11. Karl Gleß, 1893–1918
12. Wilhelm Liermann, 1919–1920
13. Johannes Mebus, 1921–1927
14. Martin Lüpke, 1929–1945